# Richard Hardbeck
Richard "Rich" Hardbeck est un personnage fictif de la série britannique Skins interprété par Alexander Arnold.
Il apparaît pour la première fois dans la saison 5, ainsi que le reste de la troisième génération.
Richard est un métalleux, fan de hard rock et heavy métal. Il sort avec Grace dans la saison 5 et se marie avec elle à la fin de la saison. Toutefois, Grace meurt au début de la saison 6 dans un accident de voiture, laissant Rich dans un désarroi total et le rendant même victime, pendant un temps, d'hallucinations.